# Globulos
Globulos est un jeu web mis en ligne en 2003 et développé par GlobZ. Le jeu se joue exclusivement en multijoueur et regroupe plus de 20 petits jeux, notamment du foot, de la pétanque, du croquet, du combat de sumo, etc.
L'inscription sur Globulos est gratuite, mais des micro-paiement permettent d'acheter des options (personnalisation des Globulos, enregistrement de parties, etc.).

## Système de jeu
Les bases de Globulos sont similaires à celui d'un jeu de billard. Chaque boule, qui sont ici des Globulos, doit être poussée. S'ils entrent en collision avec un objet, et qu'ils ont eu une poussée suffisante, ils vont rebondir. Il faut donc que le joueur observe la trajectoire et la vitesse que va prendre son Globulos avant de valider son action.
Chaque joueur commence avec un nombre défini de Globulos. Avant que l'action commence, chaque joueur décide de la direction dans laquelle il veut diriger ses Globulos, la puissance avec laquelle ceux-ci vont être propulsés, tout en veillant à anticiper les pièges disposés sur le plateau. Une fois la manipulation terminée, chaque joueur valide son choix. À ce moment-là, tous les Globulos se lancent en même temps pour que chaque joueur puisse assister à la progression au même moment.
Chaque Globulos peut être déplacé sauf le Globulos roi (à l'exception du pouvoir empereur), qui est présent dans certaines activités. La seule façon de déplacer un Globulos roi est de le pousser en envoyant des Globulos normaux vers lui. Les Globulos normaux peuvent également pousser le Globulos roi de l'adversaire. Les Globulos roi ont une couronne sur la tête, tandis que les Globulos normaux n'en ont pas. C'est de cette manière que les joueurs peuvent les différencier pendant un match.

## Récompenses
Globulos a été finaliste à plusieurs reprises et a gagné plusieurs prix.
- Globulos a remporté le prix "Meilleur jeu" lors du "Flash Film Festival of New York city" de 2003[2].
- "Choix du public" lors du Web Flash Festival 2003.
- Finaliste pour le meilleur jeu web au "Independent Games Festival" de 2008[3].
- Finaliste pour le meilleur jeu au "SXSW Web Award" 2009[4].
- Finaliste pour le Mochis Award dans la section "meilleur jeu multijoueur" au "Flash Gaming Summit" 2009[5].

## Autres versions
Une version de Globulos est également disponible sur DSiWare sous le nom de Globulos Party.
Cette version a remporté le Milthon award du "meilleur jeu pour plateformes mobiles" en 2009.
Une version de Globulos est également disponible sur l'AppStore sous le nom de Globulos Mania.